# 決勝時刻2
《決勝時刻2》於2005年推出，分別有蘇軍、英軍、美軍三大陣營戰役，而且都是最經典的名戰像是莫斯科保卫战、史達林格勒保衛戰、諾曼地登陸、北非戰役、十字軍作戰、突出部之役。
本游戏Xbox 360版本于2016年8月23日在Xbox One平台向下兼容。

## 游戏系统
与前作相同，玩家可以蹲伏或卧倒，并能攀爬矮墙及其他障碍物。但与前作不同的是，玩家只可携带2支枪。通过瞄准器能够更精确的瞄准敌人。小地图上同时显示敌军与友军，并标出玩家必须达到的地点、需防守的地区、玩家需要引爆的敌军的加农炮和坦克。有些地方还可使用机关枪和加农炮来扫射敌军。有的关卡中玩家可以控制坦克。

## 战役简介

### 苏军战役
首先是苏联红軍的列兵瓦西里·科索洛夫將與全蘇聯的紅軍保衛苏联首都莫斯科，免於納粹踏伐。随后战场转移到斯大林格勒。

### 英军战役
之後就是英軍戰役，1942年希特勒派出有「沙漠之狐」之稱的埃爾溫·隆美爾元帥併吞英國在北非的多數殖民地（埃及、利比亞、突尼西亞等地）英軍戰役裡<沙漠之鼠>第七裝甲師約翰·戴維斯中士在普萊斯隊長的帶領下必須與隆美爾的德軍一決死戰，之後英軍的坦克指揮官大衛·威爾斯率領十字軍坦克部隊與隆美爾的坦克部隊戰鬥。
时间来到了1944年，戴维斯中士又和战友们一起参加了卡昂战役。

### 美军战役
然后就是經典的美軍諾曼地登陸戰(D日)，美軍第二遊騎兵營比爾·泰勒下士與游騎兵登陸奧克角擊破西歐的納粹勢力於最後一關橫越萊茵河。